# Danny Hesp
Danny Petrus Hesp (Amsterdam, 19 oktober 1969) is een Nederlands voormalig profvoetballer die als verdediger speelde. Van juli 2005 tot juli 2019 was hij voorzitter van de Vereniging van Contractspelers (VVCS). Hij is de jongere broer van oud-doelman Ruud Hesp.

## Carrière
Zijn loopbaan als voetballer begon hij bij Ajax in het seizoen 1987/1988. Hij werd geveld door een zware blessure, waardoor hij nooit meer op zijn oude niveau zou terugkomen. Een doorbraak bij Ajax zat er niet meer in en hij zette zijn carrière voort bij sc Heerenveen. Toen hij na twee seizoenen sc Heerenveen op een zijspoor belandde, zocht hij zijn geluk in Oss bij de plaatselijke vereniging TOP Oss. Hij vervolgde zijn carrière via Roda JC en AZ naar NEC. Bij NEC vond hij zijn draai en groeide hij uit tot een zeer belangrijke speler en werd hij op een gegeven moment zelfs aanvoerder. Uiteindelijk sloot hij zijn carrière af met twee seizoenen bij RBC Roosendaal. In totaal speelde hij 437 officiële wedstrijden, waarin hij 39 keer scoorde.
Hij nam met het Nederlands voetbalelftal onder 18 deel aan het Europees kampioenschap voetbal 1988.

## Statistieken
| Seizoen   | Club           | Wedstrijden | Doelpunten | Competitie     |
| --------- | -------------- | ----------- | ---------- | -------------- |
| 1987/1988 | Ajax           | 9           | 0          | Eredivisie     |
| 1988/1989 | Ajax           | 0           | 0          | Eredivisie     |
| 1989/1990 | Ajax           | 0           | 0          | Eredivisie     |
| 1990/1991 | sc Heerenveen  | 26          | 0          | Eredivisie     |
| 1991/1992 | sc Heerenveen  | 12          | 1          | Eerste divisie |
| 1991/1992 | TOP            | 8           | 0          | Eerste divisie |
| 1992/1993 | TOP            | 33          | 1          | Eerste divisie |
| 1993/1994 | TOP Oss        | 34          | 6          | Eerste divisie |
| 1994/1995 | TOP Oss        | 17          | 3          | Eerste divisie |
| 1994/1995 | Roda JC        | 13          | 2          | Eredivisie     |
| 1995/1996 | Roda JC        | 17          | 1          | Eredivisie     |
| 1995/1996 | AZ             | 11          | 1          | Eerste divisie |
| 1996/1997 | AZ             | 28          | 2          | Eredivisie     |
| 1997/1998 | N.E.C.         | 21          | 3          | Eredivisie     |
| 1998/1999 | N.E.C.         | 26          | 0          | Eredivisie     |
| 1999/2000 | N.E.C.         | 27          | 3          | Eredivisie     |
| 2000/2001 | N.E.C.         | 32          | 4          | Eredivisie     |
| 2001/2002 | N.E.C.         | 31          | 3          | Eredivisie     |
| 2002/2003 | N.E.C.         | 30          | 6          | Eredivisie     |
| 2003/2004 | RBC Roosendaal | 33          | 3          | Eredivisie     |
| 2004/2005 | RBC Roosendaal | 29          | 0          | Eredivisie     |
| Totaal    |                | 437         | 39         |                |